# 松葉町 (名古屋市)
松葉町（まつばちょう）は愛知県名古屋市中川区にある町名。現行行政地名は松葉町1丁目から松葉町5丁目。住居表示未実施。

## 地理
名古屋市中川区の北東部に位置し、東と北に長良町、南東に南脇町、北東に烏森町、西に小本、南に辻畑町に接する。

## 世帯数と人口
2019年（平成31年）2月1日現在の世帯数と人口は以下の通りである。
| 町丁   | 世帯数  | 人口    |
| ------ | ------- | ------- |
| 松葉町 | 755世帯 | 1,525人 |

## 学区
市立小・中学校に通う場合、学校等は以下の通りとなる。また、公立高等学校に通う場合の学区は以下の通りとなる。
| 番・番地等 | 小学校               | 中学校               | 高等学校 |
| ---------- | -------------------- | -------------------- | -------- |
| 全域       | 名古屋市立常磐小学校 | 名古屋市立長良中学校 | 尾張学区 |

## 交通
- 愛知県道190号名古屋一宮線
- 佐屋街道

## 施設
- 名古屋泌尿器科病院
- あいち銀行 松葉町支店・豊成支店

## その他

### 日本郵便
- 郵便番号 : 454-0818[2]（集配局：中川郵便局[7]）。